# James Blunt
James Hillier Blount (Tidworth, Wiltshire, Inglaterra; 22 de febrero de 1974), conocido artísticamente como James Blunt, es un cantautor y músico británico. Ex oficial de reconocimiento en el regimiento de Salvavidas del Ejército británico, sirvió bajo la OTAN durante la Guerra de Kosovo en 1999. Después de dejar el ejército, saltó a la fama en 2004 con el lanzamiento de su álbum debut Back to Bedlam, alcanzando fama mundial con los sencillos "You're Beautiful" y "Goodbye My Lover".
Ese primer álbum de Blunt ha vendido más de 11 millones de copias en todo el mundo, encabezando la lista de álbumes del Reino Unido y alcanzando el número dos en los EE. UU., convirtiéndose en el álbum más vendido de la década en el Reino Unido y en uno de los álbumes más vendidos en la historia de las listas británicas. Desde entonces, ha publicado seis álbumes de estudio y ha vendido más de 20 millones de discos en todo el mundo. Ha recibido varios premios, incluidos dos Brit Awards, dos MTV Video Music Awards y dos Ivor Novello Awards, además de recibir cinco nominaciones a los premios Grammy y un doctorado honoris causa en Música en 2016 de la Universidad de Brístol.

## Biografía

### Inicios
Nació en un hospital del ejército ubicado en la ciudad de Tidworth, condado de Hampshire, Inglaterra. Es el primogénito de Jane y Charles Blount, y tiene dos hermanos menores. Durante su niñez vivió en varios países —como Inglaterra, Chipre, y Alemania—-. Debido al hecho de que su padre era coronel y piloto de helicópteros al servicio de la fuerza aérea del Ejército Británico, desde temprana edad su padre le inculcó la pasión por volar, razón por la que obtuvo su licencia de piloto a los dieciséis años. La familia Blunt tiene una larga historia al servicio militar, que data desde la llegada de sus ancestros daneses a Inglaterra hace más de 1000 años.
A los siete años fue inscrito en la Elstree School, situada en el pueblo de Woolhampton, y posteriormente fue matriculado a través de una beca militar en la escuela Harrow School. Más tarde consiguió una beca patrocinada por el ejército para estudiar la carrera de Ingeniería Aeronáutica Espacial en la Universidad de Bristol, pero finalmente se matriculó en Sociología. En 1996 se graduó con un Bachelor of Science (B.Sc) honorífico en Sociología.

### Carrera militar
Blunt tuvo que servir por un mínimo de cuatro años en las fuerzas armadas debido a que su educación universitaria fue patrocinada por el Ejército Británico. Su entrenamiento lo realizó en la Real Academia de Sandhurst. Durante su carrera militar fue nombrado alférez del regimiento Life Guards de la antigua unidad británica de caballería y más tarde fue ascendido al rango de capitán. En 1998 realizó su primera misión con la unidad de entrenamiento del Ejército Británico de Suffield en Alberta, Canadá, donde permaneció con su escuadrón por seis meses realizando prácticas y ejercicios militares.
Un año después sirvió en la unidad de reconocimiento blindado de la OTAN desplegada en Kosovo. Inicialmente fue asignado al reconocimiento de la frontera de Macedonia y Yugoslavia, operando más allá de la línea de frente en la orientación de las tropas y en la ubicación de los objetivos serbios para la campaña de bombardeo de la OTAN. Dirigió el primer escuadrón militar que entró en Pristina, y fue el primer oficial británico en entrar en la capital de Kosovo. Su unidad recibió la misión de proteger el aeropuerto de Pristina para el avance seguro de los 30.000 efectivos de paz; sin embargo, antes de que su unidad llegase al objetivo, el aeropuerto fue ocupado por el Ejército ruso. Fue uno de los primeros oficiales en dicho escenario y participó en aquel serio incidente internacional. Hubo momentos menos tensos durante su misión en Kosovo, donde tuvo la oportunidad de tocar su guitarra, que había llevado consigo al conflicto atada con una correa en la parte exterior de su tanque. En algunos lugares las fuerzas de paz compartieron sus comidas con gente hospitalaria de los alrededores, y donde generalmente Blunt interpretaba su música. Durante su servicio militar compuso la canción «No Bravery».
Su afición por esquiar lo llevó a ser capitán del equipo de esquí la Household Cavalry en Verbier, Suiza, convirtiéndose con el tiempo en el campeón de eslalon gigante del Royal Armoured Corps. Prolongó su servicio militar en noviembre del año 2000 y después de un curso intensivo de equitación fue destinado al regimiento de caballería montada en Londres, Inglaterra. Durante su periodo en el destacamento de caballería fue entrevistado sobre las responsabilidades de su cargo en el programa televisivo "Girls on Top", que era una serie dedicada a reportajes sobre opciones profesiones fuera de lo común. También escoltó el ataúd de la Reina Madre durante su velatorio y formó parte de la procesión funeraria el 9 de abril de 2002. Finalmente se retiró del ejército el 1 de octubre de 2002, tras haber servido durante seis años consecutivos.

## Carrera musical

### Primeros años

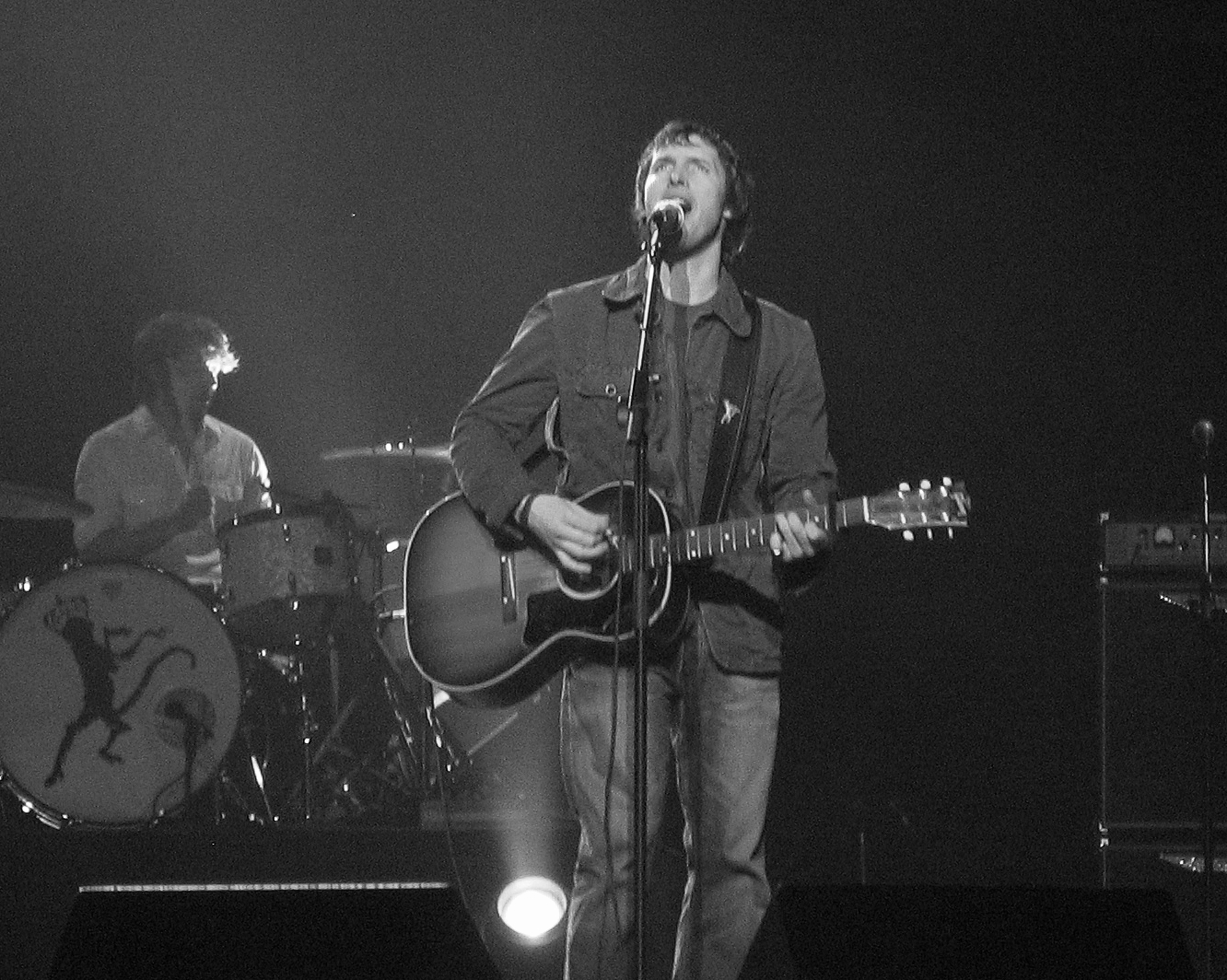
James Blunt durante un concierto en Seattle, abril de 2006.

Durante su niñez recibió lecciones de violín y piano, pero su principal contacto con la música popular tuvo lugar en Harrow School. Ahí, un compañero le introdujo al mundo de la guitarra, y con tan solo catorce años aprendió a tocar dicho instrumento y a componer canciones. Durante sus estudios en la Universidad de Bristol realizó su tesis final titulada Comercialización de la imagen – La producción de un ídolo de pop (en inglés, The Commodification of Image - Production of a Pop Idol), y una de sus principales referencias en su proyecto final fue Simon Frith, un conocido sociólogo, crítico de rock, y presidente del comité de premios musicales Mercury Music Prize.
En 2002 Blunt abandonó el Ejército Británico para poder iniciar su carrera musical. En aquel momento fue cuando empezó a utilizar el nombre artístico «Blunt», en parte para facilitar la pronunciación de su verdadero apellido Blount, que tiene la misma pronunciación y que aún sigue siendo su apellido legal. Tras concluir su vida militar, firmó un contrato con la compañía musical EMI y con Twenty-First Artists. El contrato de grabación en si presentaba algunas dificultades, ya que los ejecutivos de la empresa indicaron que tenía un acento «Posh» (pijo) y que podría considerarse como una barrera ante la evidente división de clases sociales que hay en Inglaterra. No obstante, a principios de 2003 la cantante y productora Linda Perry se encontraba inaugurando su propio sello discográfico Custard Records, quien durante su visita a Londres escuchó un casete promocional de Blunt, y después de haberlo escuchado en vivo en el festival musical South by Southwest se puso en contacto y firmó un contrato de grabación con él. Un mes después, Blunt viajó a Los Ángeles, y comenzó a trabajar con el productor Tom Rothrock.

### Back to Bedlam

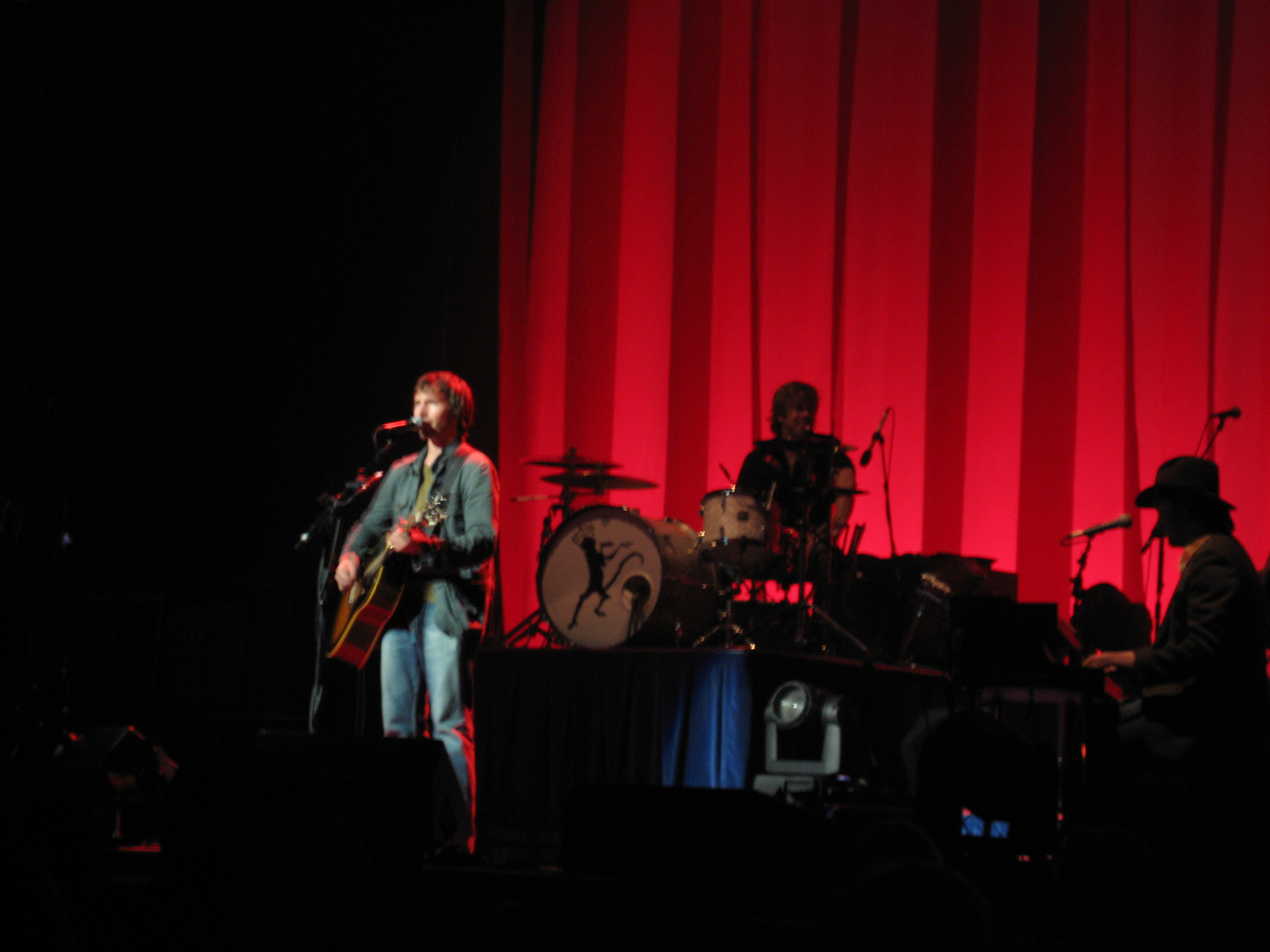
Concierto de James Blunt en el Paramount Theatre en Oakland, durante su gira norteamericana de 2006.

En 2003 grabó Back to Bedlam en el estudio del productor Tom Rothrock. La grabación contó con la participación de músicos de sesión y Blunt, quien también tocó varios instrumentos. Durante el tiempo que pasó en Los Ángeles, se alojó en la residencia de la actriz Carrie Fisher, a la cual conoció por medio de la familia de una antigua novia. Fisher lo apoyó constantemente a que lograse sus aspiraciones, incluso sugiriéndole el título del álbum y prestándole el cuarto de baño de su casa para la grabación de la canción «Goodbye My Lover» debido a la buena acústica del lugar. Finalmente en octubre de 2004 fue lanzado a la venta en el Reino Unido el álbum Back To Bedlam.
El álbum debut del aún desconocido Blunt atrajo poca atención de los críticos y no se le publicaron reseñas en las principales revistas musicales del Reino Unido. Sus conciertos en vivo, principalmente para apoyar a artistas más conocidos, obtuvieron una crítica variada, pero generalmente favorable. También se comentó sobre su falta de experiencia en presentaciones públicas y su inconsistente manera de aproximarse al público, mientras que su música fue comparada con la de Damien Rice y la de David Gray. Después de que se presentase en un concierto protagonizado por Katie Melua en Mánchester, el periodista Alex McCann de la revista Designer escribió: «El ascenso de Blunt a la fama no puede fallar y no sería nada raro sugerir que el próximo año en estas mismas fechas uno de sus álbumes alcanzará la primera posición, será acreedor de un Premio Brit, entre otros innumerables galardones».
El primer sencillo que presentó en el Reino Unido fue «High», coescrito por el cantante Ricky Ross de la banda escocesa Deacon Blue. La canción no llegó a entrar en las cien primeras posiciones de la lista de sencillos UK Singles Chart. Sin embargo fue elegida como fondo musical de un anuncio comercial de la empresa Vodafone en Italia, y alcanzó la décima posición en la lista de éxitos de ese país. También fue elegida para el anuncio de noticias de Antena 3 en España. A finales de 2004 y a principios de 2005, participó como telonero en los conciertos de Elton John y de la banda Lloyd Cole and the Commotions, así como en numerosas presentaciones en la discoteca londinense 93 Feet East. En marzo de 2005, lanzaría a la venta su segundo sencillo titulado «Wisemen».
James Blunt alcanzaría la fama con su tercer sencillo «You're Beautiful». La canción debutó en la duodécima posición en el Reino Unido, y seis semanas después de su estreno alcanzó la primera posición. Asimismo fue emitida masivamente en los medios de comunicación ingleses, lo cual ayudó a que el álbum Back to Bedlam se posicionara en el primer lugar de las listas del Reino Unido. La exhaustiva emisión del tema musical finalmente permitió que Blunt y los coautores de la canción recibiesen el premio Ivor Novello en la categoría de canción más tocada en las radios británicas. Después del éxito de «You're Beautiful» en el Reino Unido, la canción alcanzó las primeras posiciones en el resto del continente europeo, convirtiéndose en uno de los grandes éxitos del verano de 2005.
En los Estados Unidos, la canción fue emitida por primera vez en el verano de 2005, en la famosa estación de radio neoyorquina WPLJ, a pesar de que aún no había sido difundida oficialmente en las emisoras radiofónicas del país norteamericano. En el otoño de 2005 la canción fue finalmente emitida en las radios estadounidenses, y logró ubicarse entre las primeras diez posiciones de los siguientes formatos radiales: Adult contemporary (música contemporánea para adultos), Adult Top 40, y Adult alternative (música alternativa para adultos). En 2006 Blunt se convirtió en el primer artista británico en alcanzar las primeras posiciones de las listas de sencillos estadounidenses después de casi una década, al conseguir la primera posición de la lista Billboard Hot 100 con su canción «You're Beautiful». El último artista británico en alcanzar esta posición fue Elton John, en el año 1997, con su canción «Candle in the Wind». En diciembre de 2005 salió a la venta en el Reino Unido su cuarto sencillo «Goodbye My Lover», siendo este a su vez el segundo sencillo que Blunt presentaba en el mercado estadounidense. En 2006 fueron promocionadas nuevamente las canciones «High» y «Wisemen». Ese mismo año, en medio de una gira musical de once meses por varios países, fue nominado a cinco Premios Brit, y finalmente ganó dos premios en las categorías de mejor actuación pop y mejor artista masculino.
A inicios de otoño de 2005 la imagen de Blunt fue promovida ampliamente en los Estados Unidos, por lo que fue invitado a programas televisivos como The Oprah Winfrey Show y Saturday Night Live. Ocho de las canciones de su álbum sirvieron como música de fondo de programas televisivos (The O.C., Grey's Anatomy y muchos más), películas (como Undiscovered) y campañas publicitarias que se extendieron hasta 2006 (la cadena de hoteles Hilton y la empresa de telecomunicaciones Sprint Nextel). En febrero de 2007 cantó el tema «You're Beautiful» en la 49.ª Edición de los Premios Grammy, y dedicó la canción al fallecido Ahmet Ertegün, fundador de la compañía discográfica Atlantic Records. Sin embargo, no ganó ningún Grammy en las cinco categorías en las que fue nominado.
Finalmente el álbum vendió once millones de copias alrededor del mundo y alcanzó las primeras posiciones en las listas de ventas en dieciséis países. En los Estados Unidos vendió 2.6 millones de copias y fue certificado 2x platino. En el Reino Unido el álbum fue certificado 10x platino, vendió más de tres millones de copias, e ingresó en el libro Guinness de récords mundiales como el álbum con más ventas en un año. En 2005 Blunt realizó noventa presentaciones en vivo, mayoritariamente en el Reino Unido y Europa, culminado el año como telonero en la gira del cantante Jason Mraz por Norteamérica. En enero de 2006 inició la gira «Back to Bedlam World Tour», en países como el Reino Unido, Australia, Nueva Zelanda, Japón, y también visitó otras ciudades europeas. Asimismo realizó tres giras musicales en Norteamérica las cuales finalizó en el mes de noviembre de ese año. Blunt realizó un total de 140 conciertos en vivo en 2006, sin incluir las actuaciones promocionales. De hecho, en una entrevista declaró que disfruta mucho realizar giras musicales, y que en julio de 2006 él y su banda tuvieron la mejor experiencia de sus vidas después de haber visitado cada día nuevos lugares.
Los vídeos musicales que se realizaron a partir del lanzamiento de varios de sus sencillos pertenecientes al álbum Back to Bedlam contienen una imaginería oscura y simbolismo. En el primer vídeo de la canción «High» aparece enterrado en un desierto; asimismo, en su primer vídeo de «Wisemen» es secuestrado y tomado como rehén. En el vídeo de relanzamiento de «High», Blunt aparece corriendo en un bosque y en el segundo vídeo de «Wisemen» se presenta al cantante quemando sus documentos de identificación, y luego caminando a través de un bosque con su cuerpo envuelto en llamas. En el vídeo «You're Beautiful», alude al tema del suicidio tras saltar al mar por un acantilado. Y por último el vídeo de «Goodbye My Lover» trata sobre un triángulo amoroso en el que Blunt representa al tercero en discordia de la relación conformada por la actriz Mischa Barton y el actor Matt Dallas, e imagina a la pareja verdadera juntos. Posteriormente realizó una aparición especial en un episodio de Sesame Street, estrenado el 14 de noviembre de 2007, donde cantó una canción acerca de triángulos que fue adaptada a la melodía de «You're Beautiful».
"Weird Al" Yankovic grabó una parodia de «You're Beautiful» titulada «You're Pitiful», e inicialmente Blunt le dio permiso para que la publicara en alguno de sus álbumes. Sin embargo, la compañía discográfica de Blunt —Atlantic Records— intervino en la situación y prohibió que se realizara el lanzamiento comercial de la canción. A partir de este suceso, Yankovic publicó en su página web un enlace gratuito para la descarga de la canción en formato MP3. Tiempo después el cantante estadounidense hizo una nueva petición a Blunt para que le permitiese publicar la canción en un disco recopilatorio de sus temas, pero el mánager de Blunt respondió por correo electrónico con las siguientes palabras: «Gracias por su mensaje pero, James y yo, nunca aprobaremos que la parodia sea publicada bajo ningún sello discográfico».

### All the Lost Souls

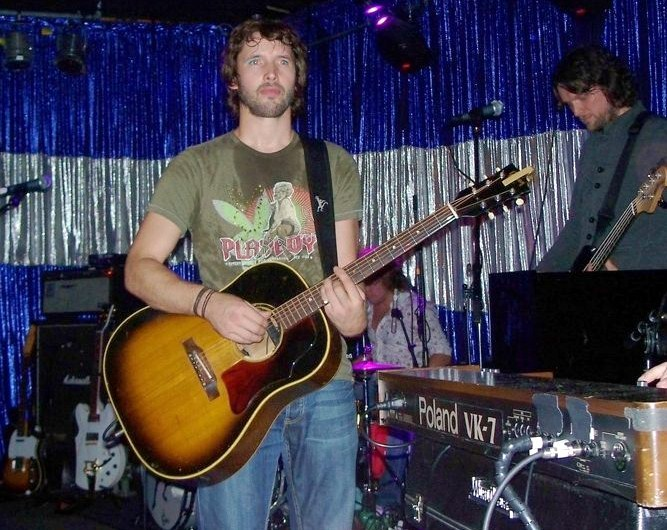
James Blunt durante una presentación en el club nocturno Spaceland, el 27 de septiembre de 2007 en Los Ángeles, California.

El segundo álbum de estudio de Blunt fue All the Lost Souls, el cual salió a la venta en el Reino Unido el 17 de septiembre de 2007 y un día después fue comercializado en Norteamérica. Durante la primera semana se vendieron 65.000 unidades, y cuatro días después del lanzamiento logró obtener el certificado de disco de oro en el Reino Unido. A finales de enero de 2008 se vendieron en el Reino Unido alrededor de 600.000 copias y 3.5 millones de copias internacionalmente. Las canciones del álbum fueron compuestas por Blunt en su casa de Ibiza durante el invierno de 2006 a 2007. En su gira musical de 2006 cantó cinco de las diez canciones que posteriormente fueron incluidas en el álbum. No obstante, para la grabación del disco, se refinaron la melodía, la armonía y las letras de las canciones. El álbum contó con la participación del productor Tom Rothrock y la banda de músicos que lo acompaña en las giras de conciertos.
A pesar de que su primer álbum recibió poca atención de la prensa, su segundo álbum fue evaluado por numerosos críticos de las más importantes publicaciones musicales y periódicos alrededor del mundo. De acuerdo con Metacritic el álbum tiene un índice de audiencia de 53/100, lo que corresponde según la página web a críticas de tipo «variado y regular». Eric Danton, del periódico The Hartford Courant escribió que el álbum es «una colección tan sosa, que hace que una galleta hardtack parezca suntuosa»; mientras que la revista Rolling Stone declaró que el álbum contiene «baladas poco memorables que hacen que Coldplay parezca Arctic Monkeys». La crítica Kerri Mason de Billboard dijo que Blunt «demuestra la despreocupación y la confidencia de un artista a largo plazo, y no de un one-hit wonder» y sobre el álbum comentó que «de principio a fin no hay ningún traspié». Igualmente efusiva fue la reseña de Liz Hoggard en The Observer, donde declaró que «es imposible resistirse al anhelo trovador de Blunt».
El primer sencillo de All the Lost Souls fue «1973», el cual estuvo inspirado en las noches que Blunt pasó en el club nocturno Pacha, en Ibiza, y cuya fecha de inauguración coincide con el título de la canción. El sencillo se volvió un éxito y alcanzó la primera posición en el Eurochart Hot 100 Singles. En el verano de 2007 el disc jockey Pete Tong se presentó en Pacha, donde realizó una remezcla de «1973». El segundo sencillo de Blunt, «Same Mistake», salió al mercado a principios de diciembre de 2007, pero no tuvo el éxito esperado en las listas de posiciones del Reino Unido y llegó como máximo al puesto 57. No obstante, en Brasil alcanzó la primera posición y fue un éxito en otros países sudamericanos. El 24 de marzo de 2008 se realizó el lanzamiento comercial de su tercer sencillo «Carry You Home», el cual alcanzó la vigésima posición en las listas de ventas musicales del Reino Unido la semana siguiente a su estreno, y además contribuyó a que su álbum All The Lost Souls ingresara nuevamente a la lista de los diez más vendidos después de que transcurriesen seis meses de su presentación oficial. Su cuarto sencillo fue «I Really Want You», el cual salió a la venta el 7 de julio de 2008 y la producción estuvo a cargo de Atlantic Records. Durante el año 2008 realizó una gira de conciertos por varios países con el propósito de promover su álbum, y durante las dos primeras semanas del mes de octubre se presentó en algunos estadios de Inglaterra. El 24 de noviembre de 2008 Blunt presentó en el Reino Unido una reedición del álbum All The Lost Souls, en formato de lujo y que contiene un documental titulado «Return to Kosovo», un sencillo inédito «Love, Love, Love», y nuevo material gráfico. En el resto del mundo el estreno de la nueva versión del álbum fue el 17 de noviembre, aunque no se estableció una fecha para su lanzamiento en los Estados Unidos.

### Some Kind of Trouble
En septiembre de 2010 Blunt anunció que se encontraba trabajando en su tercer álbum, titulado Some Kind of Trouble, cuyo lanzamiento comercial finalmente se efectuó el 8 de noviembre de ese año. Para festejar la publicación oficial de su nuevo proyecto el cantante británico se presentó en el Bloomsbury Ballroom en Londres y el espectáculo fue transmitido mundialmente a través de YouTube. En una entrevista indicó que este nuevo proyecto establece un cambio de estilo musical en su carrera, debido a que sus canciones dejan de lado la melancolía expresada en sus anteriores álbumes y toman un carácter más optimista. El primer sencillo de esta producción musical, titulado «Stay the night», fue publicado en su página web oficial en el mes de septiembre, antes de que se efectuara el lanzamiento oficial del álbum. Para la portada de su disco eligió una fotografía que vio en YouTube de la hija del famoso vlogger estadounidense Shay Carl. La producción del disco estuvo a cargo de Linda Perry y la colaboración de Steve Robson, Greg Kurstin y Ryan Tedder.

### Moon Landing
James Blunt terminó la grabación de su cuarto álbum de estudio, titulado Moon Landing, salió a la venta el 21 de octubre de 2013 y contará con la producción del productor de Back to Bedlam Tom Rothrock. El sencillo principal, «Bonfire Heart», salió a la venta el 29 de julio de 2013, en diciembre lanza el video oficial de su segundo sencillo «Heart to heart» que será lanzado a la venta en principios del 2014.

### The Afterlove
James anunció su álbum en principios de 2017, anunciando la imagen del álbum así como el primer sencillo "Love Me Better". El álbum contiene 11 canciones e hizo una gira mundial con el nuevo álbum. Una de las canciones más populares son: "Love Me Better", "Lose my number", "Heartbeat", así como "2005" en la cual habla sobre su canción You're Beautiful, diciendo que se arrepintió por haber escrito la canción. También colaboró con Robin Schulz en la canción de "OK". El álbum salió el 25 de marzo de 2017.

### Once Upon a Mind
El viernes 30 de agosto James anunció por sus redes sociales la canción "Cold", y su nuevo álbum para el 25 de octubre de 2019.

### Who we Used to Be
El 28 de octubre de 2023 salió a la venta su álbum "Who we used to be".

### Otras colaboraciones
A finales de 2007 trabajó junto al rapero francés Sinik en la canción «Je Réalise», la cual posee algunos elementos musicales del tema de Blunt «I'll Take Everything». La canción fue comercializada ese mismo año en Francia y consiguió la tercera posición en la lista de éxitos de ese país.
En 2008 salió a la venta «Primavera anticipada (It Is My Song)», un dueto interpretado por Blunt y Laura Pausini. La canción se convirtió en el segundo sencillo de la cantante italiana, y se produjeron dos versiones del tema, una en idioma español y la otra en italiano, a pesar de que la parte de Blunt permaneció en inglés en ambas adaptaciones. La letra fue escrita por Pausini y pertenece al álbum del mismo nombre Primavera anticipada, el cual alcanzó la primera posición en las listas de ventas musicales de Italia. Esta canción logró ser un éxito comercial en América Latina y Europa. También obtuvo certificación como disco de oro en Austria, Italia y Suiza.
A finales de 2013 participó en el concierto Especial de Navidad de Pablo Alborán, transmitido por la cadena de televisión española RTVE el 24 de diciembre del mismo año, interpretando junto al malagueño la canción de «Bonfire heart».
En 2018 actuó en Starlite Festival.

## Voz
Posee un tenor lírico, registro de voz muy similar al de Adam Levine, pero con tonos más oscuros, graves y cerrados. El cantante ha demostrado desde sus comienzos ser muy fuerte en los agudos, pudiendo emplear el falsete y la voz de cabeza. Su voz abarca 2 octavas.

## Vida privada

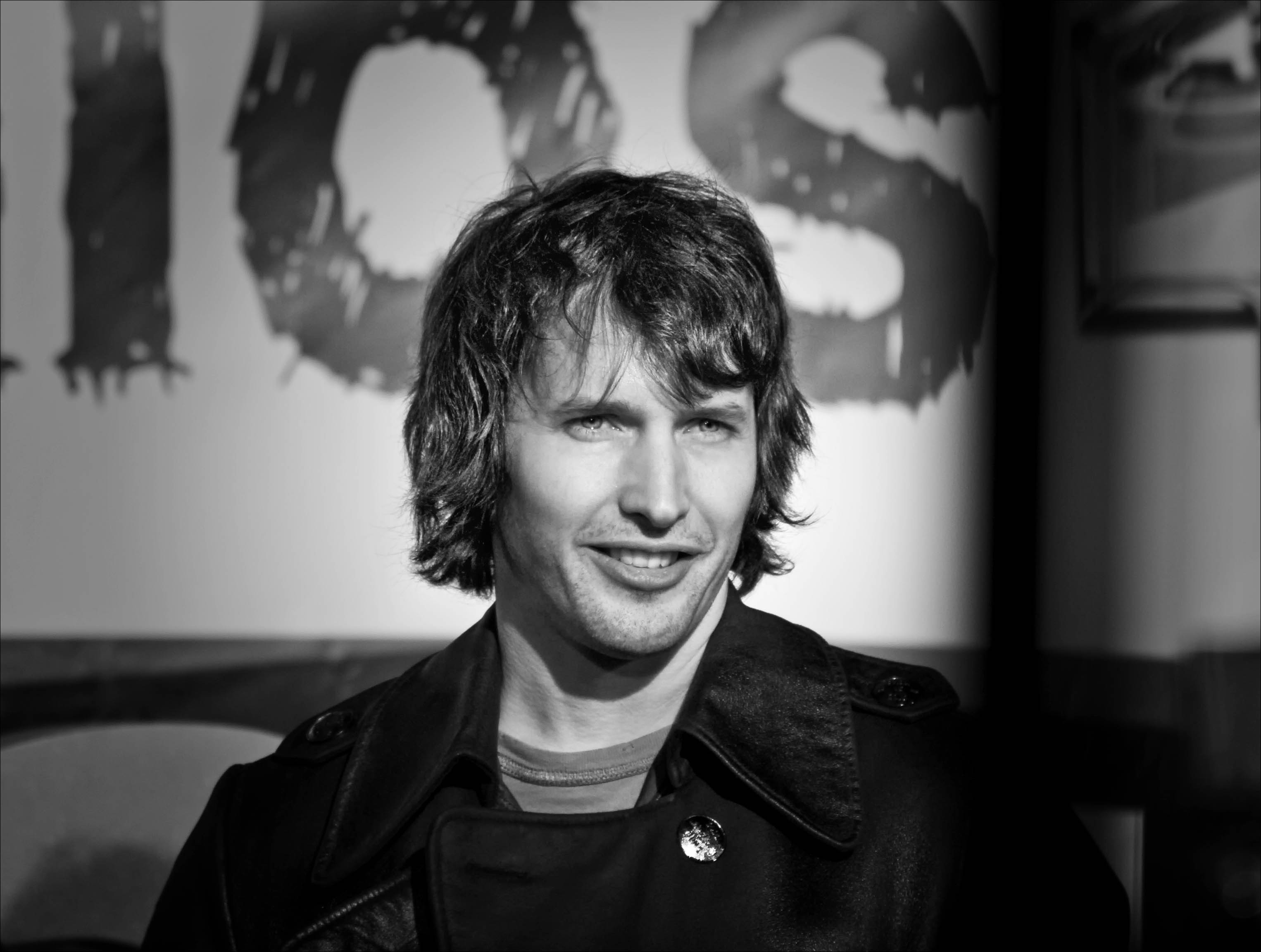
James Blunt en los Premios 40 Principales. Madrid, 2008.

El cantante británico ha manifestado en numerosas ocasiones que a partir de su éxito musical se ha aproximado más a su familia; de hecho, su padre administra sus finanzas y su madre estuvo a cargo de la compra de su residencia en Ibiza. Además, es propietario desde febrero de 2007 de un chalé en la ciudad suiza de Verbier, en donde fue elegido como padrino para la inauguración de una estación de telesquí.
Blunt fue el responsable de que su hermana conociera a su futuro esposo después de que él la ofreciese en venta por eBay. Su hermana necesitaba viajar a Irlanda para asistir a un funeral y tenía dificultades para encontrar un transporte que la llevase, es así que Blunt la subastó cotizándola como «damisela en apuros». El ganador le proporcionó transporte por helicóptero hasta Irlanda y posteriormente ella inició una relación que terminaría poco después en matrimonio. Su vida social siempre ha estado bajo el escrutinio público, en especial de la prensa del corazón y los tabloides, quienes lo catalogan como alguien a quien le gusta ir de fiesta y socializar con otras celebridades. En el pasado se le ha vinculado románticamente con Dixie Chassay, directora de casting de las películas de Harry Potter; Camilla Boler; música e hija del fallecido magnate Stephen Boler y la supermodelo Petra Němcová. A Blunt le parece extraño el interés que genera su vida personal, es así que ha declarado que «la fama y la celebridad es obra de otra gente y de lo cual no me siento partidario».
En 2014, se casó con Sofia Wellesley, nieta del VIII duque de Wellington, grande de España.

## Filantropía
En varias ocasiones Blunt ha recaudado fondos para la organización Médicos Sin Fronteras (MSF) a través de conciertos benéficos y subastas. Su primer contacto con MSF fue durante su misión militar en Kosovo, donde quedó impresionado con su labor a pesar de la carencia de seguridad y respaldo que recibe la institución. Además apoya causas ambientales, es así que en sus conciertos presenta un avance del documental Una verdad incómoda y también siembra un árbol por cada entrada que sea comprada de manera anticipada en su página web. El 7 de julio de 2007 se presentó en el estadio de Wembley para el concierto Live Earth con el objetivo de promover la lucha contra el calentamiento global. El cantante británico es propietario de dos prototipos de automóviles eléctricos fabricados por la empresa Hybrid Technologies y la NASA con el propósito de fomentar la conciencia ambiental y reducir la contaminación. También es patrocinador de la asociación caritativa Help for Heroes, la cual pretende recaudar dinero para proveer mejores instalaciones a los soldados británicos que han sido heridos en servicio activo.
En 2010 colaboró con otros artistas en el tema «Everybody Hurts» para recaudar fondos para las víctimas del terremoto de Haití de 2010.

## Discografía
- 2004: Back to Bedlam
- 2006: Chasing Time: The Bedlam Sessions
- 2006: Monkey On My Shoulder EP
- 2007: All the Lost Souls
- 2010: Some Kind of Trouble
- 2013: Moon Landing
- 2017: The Afterlove
- 2019: Once Upon a Mind
- 2021: The stars beneath my feet (2004 - 2021)
- 2023: Who We Used To Be

## Premios
2005
- MTV Europe Music Awards - Mejor artista revelación[107]
- Q Awards - Mejor artista revelación[108]
- Digital Music Awards - Mejor artista pop

2006
- NRJ Music Awards (Francia) - Mejor artista internacional
- Premios Brit - Mejor artista pop y mejor artista masculino
- ECHO Awards (Alemania) - Mejor artista internacional
- NME Awards - Peor álbum por Back to Bedlam[109]
- MTV Australia Video Music Awards - Canción del año por You're Beautiful
- Ivor Novello Awards - Temas más radiado y éxito internacional del año[110][111]
- MTV Video Music Awards - Mejor vídeo masculino y mejor cinematografía
- World Music Awards - Mejor artista debutante y artista británico con más ventas en el mundo[112]
- Teen Choice Awards (Estados Unidos) - Mejor artista masculino

2007
- GQ Awards (Londres, Inglaterra) - Mejor solista[113]

2008
- ECHO Awards (Alemania) - Mejor artista internacional[114]
- Live Award (Hamburgo, Alemania)- Premio a artistas que actúan ante más de 100.000 personas en Alemania
- Radio Forth Awards 2008 (Edimburgo, Reino Unido) - Mejor actuación en Radio Forth